# Réserve naturelle nationale de la Grande Sassière
Pour les articles homonymes, voir Sassière.
La réserve naturelle nationale de la Grande Sassière (RNN7) est une réserve naturelle nationale se trouvant en Haute Tarentaise sur la commune de Tignes. Créée en 1973, en compensation de l'aménagement du domaine skiable du glacier de la Grande Motte, elle protège un ensemble de milieux alpins : pelouses, lacs et éboulis.

## Localisation

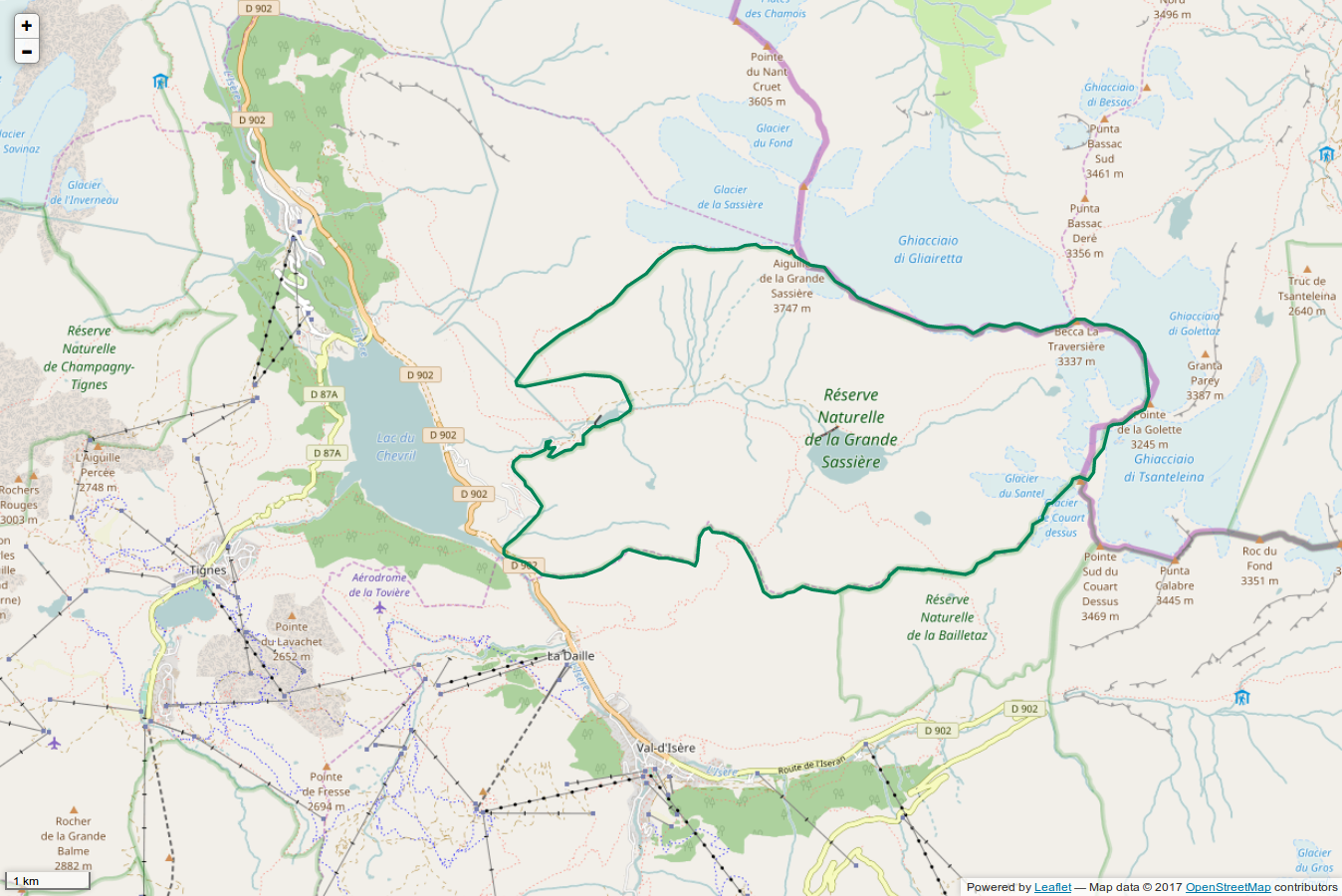
Périmètre de la réserve naturelle.

Situé en Rhône-Alpes dans le département de la Savoie, sur la commune de Tignes, le site occupe une surface de 2 230 ha entre la haute vallée de l’Isère et la frontière italienne. La réserve naturelle est contigüe à celle de la Bailletaz. S'étageant entre 1 798 m et 3 747 m d’altitude, elle est dominée par le sommet de la Grande Sassière (3 747 m) et celui de la Tsanteleinaz (3 602 m). Elle comprend à l'est le glacier de Rhêmes-Golette.

## Histoire du site et de la réserve
La réserve naturelle a été créée pour compenser le déclassement d'un secteur de la RNN de Tignes-Champagny.

## Écologie (biodiversité, intérêt écopaysager…)
Le site correspond à un cirque glaciaire orienté vers l'ouest et caractérisé par une grande variété de roches (quartzites, calcaires, dolomites, gneiss). Le sommet est quant à lui constitué d'une épaisse  nappe de schistes lustrés. Cette grande diversité est favorable à une flore riche.

### Flore
La flore compte des espèces liées aux éboulis comme la Saxifrage fausse-diapensie, la Saxifrage fausse-mousse ou la Seslérie ovale. On trouve également des espèces de milieux humides comme la Laîche bicolore ou la Laîche noirâtre. À noter également la présence d'une espèce rare : la Violette à feuilles pennées.

### Faune

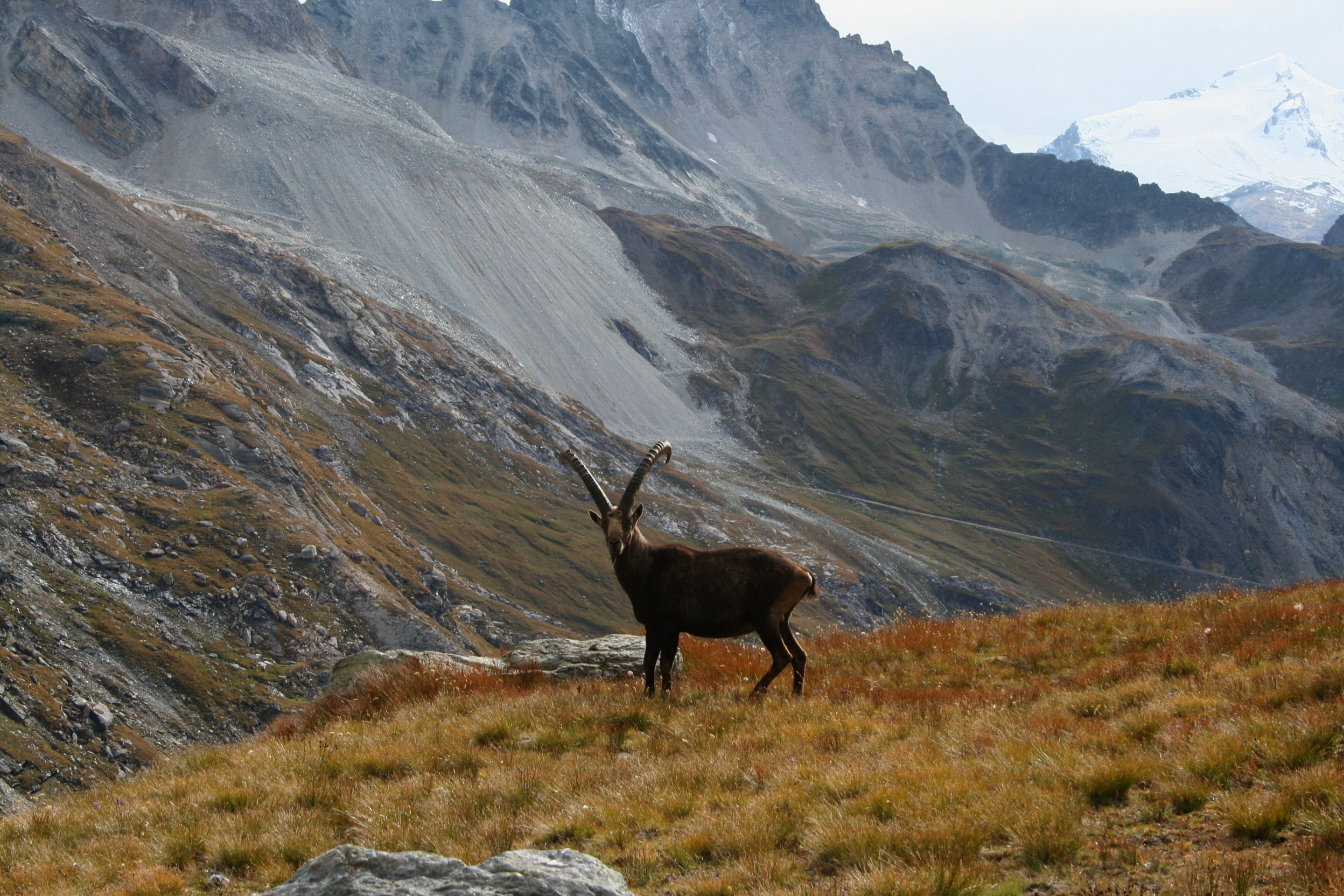
Bouquetin.

La réserve naturelle de la Grande Sassière est célèbre par son imposante colonie de Marmottes. On y trouve également le Bouquetin des Alpes arrivé depuis l'Italie, le Chamois et le Lièvre variable.
L'avifaune compte l'Aigle royal, le Gypaète barbu ainsi que des petites populations de Lagopède et de Perdrix bartavelle.

## Intérêt touristique et pédagogique
L'accès est libre dans le respect de la réglementation. Les touristes peuvent emprunter soit la large piste qui mène au barrage EDF, soit le sentier situé sur l'autre rive du torrent. L'activité agricole se limite au pacage d'un troupeau bovin dans le fond du vallon près du hameau du Saut. Le parking du barrage du Saut (2 280 m) est la principale porte d'entrée de la réserve.

## Administration, plan de gestion, règlement
La réserve naturelle est gérée par le Parc national de la Vanoise.

### Outils et statut juridique
La réserve a été créée par un arrêté ministériel du 10 août 1973, en "compensation" de l'autorisation donnée à Tignes pour l'aménagement du glacier de la Grande Motte.